# 中山晋平記念館
中山晋平記念館（なかやましんぺいきねんかん）は長野県中野市にある中山晋平の記念館。中野市が「中野市中山晋平記念館条例」に基づき運営している。
なお、静岡県熱海市には、晋平の別荘を改築した同名の「中山晋平記念館」がある。

## 概要
大正・昭和期の作曲家・中山晋平の生誕100年にあたる1987年（昭和62年）、生地の中野市ではさまざまな記念行事が行われた。7月25日に開館した記念館もその一つである。11月にも記念行事が行われた。
2005年には豊田村が中野市と合併、豊田村にある作詞家高野辰之記念館と合わせて紹介されるようになり、相乗効果で高野記念館の入場者が急増した。2013年には、長野電鉄を利用して両館を訪問する利用者向けに割引切符が発売された。
初代館長は畑守人であったが、1991年3月に館を去った。2000年4月から館長を務める小古井嘉幸は中野土びなの収集でも知られる元警察官で、館内で開かれる晋平の曲の合唱会では館長が率先して歌い、合唱を盛り上げている。

## 展示
館は晋平の生家の隣に建つ。入口には9時から17時まで毎時晋平の作曲した曲が流れて時を知らせるカリヨンゲートがある。
館には2つの展示室があり、第1展示室では晋平の年譜や、全作品の一覧を示したパネル、手紙や写真などが展示されるなど、映像資料が見られるステージが設けられている。第2展示室には晋平から寄贈されたピアノのほか、リスニングコーナーが設けられ、晋平の代表曲が映像とともに鑑賞できる。
庭には富山県在住の彫刻家、熊谷喜美子が制作した中山晋平の銅像が立つ。この像は開館の際に中野ライオンズクラブが寄贈建立したもので、高さ201センチメートルである。また台座は高さ50センチメートルあり、当時の長野県知事吉村午良の揮毫による「中山晋平之像」の銅板がはめ込まれている。また像のそばには当時の中野市長土屋武則が揮毫した碑が建つ。
- 敷地面積 6332平方メートル
- 建物延面積 430平方メートル
  - 展示・陳列室 283平方メートル
  - 収蔵・保管庫 33平方メートル
  - 事務・保管室 14平方メートル
  - 会議室 18平方メートル
  - その他 82平方メートル

面積は『長野県の博物館』による

## 利用情報

### 入館料
かつては中学生以下は無料であったが、2019年に条例が改正された。
- 一般300円（20人以上団体230円）
- 高校生以下150円（20人以上団体100円）

### 開館時間
- 午前9:00 - 午後5:00（3月 - 11月）
- 午前9:30 - 午後4:00（12月 - 2月）

### 休館日
12月 - 3月は祝日以外の月曜日、12月29日 - 1月3日（4月 - 11月は無休）

## 交通
- 自動車：上信越自動車道信州中野インターチェンジより約20分
- 鉄道：JR長野駅より長野電鉄に乗り換え延徳駅下車徒歩約20分[注 1]
- タクシ－：信州中野駅より約10分

## 中山晋平記念会
中山晋平の偉業を称えるとともに、地域の文化向上に貢献すること目的に、1964年に設立された。1964年8月1日に中野市公民館で創立総会が開催され、丸山市長を会長として発足した。東京の会の事業である中山晋平記念音楽賞も同日引き継がれた。
高齢化のため会員の減少が著しく、2002年には1000人を超えていたが、2018年時点では600人に満たない。